# Esfòdries
Esfòdries o Esfòdrias (en llatí Sphodrias, en grec antic Σφοδρίας) fou un polític i militar espartà.
Cleombrot I d'Esparta, en tornar de la seva invasió de territori de Tebes l'any 378 aC el va deixar com harmost de Tèspies, a Beòcia, amb una tercera part del contingent militar i amb tots els diners de què disposava. Una mica després, estant Esparta i Atenes en pau, Esfòdries va ser induït a envair territori atenenc. Segons Diodor de Sicília ho va fer per ordes rebudes secretament de Cleombrot, sense l'autorització dels èfors, mentre que Xenofont i Plutarc diuen que va ser convençut per Pelòpides i Gòrgides de Tebes que volien enemistar Atenes i Esparta, i el van subornar. Va treure les seves tropes de Tèspies i va anar cap a Àtica amb la idea de sorprendre el Pireu, però quan es va fer de dia no havia avançar prou i el van descobrir. Segons una anècdota de Plutarc, els seus soldats estaven aterrits per unes llums que sortien dels temples d'Eleusis. Es va veure obligat a retirar-se, però no ho va fer en pau sinó que va saquejar el territori i va agafar els ramats.
Els èfors el van portar a judici, i la seva culpabilitat era tan clara i a més havia enterbolit les bones relacions amb Atenes, que no es va atrevir a tornar a Esparta. Va ser jutjat en absència i contra tot pronòstic va ser absolt per la influència d'Agesilau II, pressionat pel seu fill Arquidam (futur Arquidam III), amic i amant de Cleònim, el fill d'Esfòdries.
A la batalla de Leuctra Esfòdries va ser un dels escortes del rei Cleombrot I d'Esparta i va morir a la lluita l'any 371 aC.